# Koi to Yobu ni wa Kimochi Warui
Koi to Yobu ni wa Kimochi Warui (恋と呼ぶには気持ち悪い lit. Se siente mal llamarlo amor?), también conocido como Koikimo (恋きも?) o It's Disgusting to Call This Love en inglés, es una serie de manga japonesa escrita por Mogusu. Se ha serializado en línea a través de la revista de manga digital Comic POOL de Ichijinsha desde enero de 2015 y se ha recopilado en ocho volúmenes de tankōbon. Una adaptación de la serie al anime por Nomad se estrenó el 5 de abril de 2021.

## Personajes
Ichika Arima (有馬一花 Arima Ichika?)
 Seiyū: Yurie Kozakai
Ichika es una estudiante de secundaria de 17 años que, después de salvar a Ryō de caerse por las escaleras y darle su lonchera, terminó recibiendo los acercamientos entusiastas de Ryō, los cuales al principio le molestaban, pero de a poco los empezó a aceptar. Su nombre significa "una flor" y probablemente debido a esto, Ryō le envía una flor diariamente a su casa como una forma de demostrar sus sentimientos. Es una Otaku reprimida, cosa que solo Ryō y Rio saben.
Ryō Amakusa (天草亮 Amakusa Ryō?)
 Seiyū: Toshiyuki Toyonaga
Un asalariado mujeriego de 27 años que se enamoró de Ichika tras recibir una fría respuesta de ella al ofrecer su propio cuerpo como agradecimiento por salvarlo. Tras ese evento, él exagera enormemente su afecto por ella enviando regalos, cumplidos y llamándola todas las noches. A pesar de ser deseado por casi todas sus compañeras de trabajo, su único objetivo es Ichika.
Rio Amakusa (天草理緒 Amakusa Rio?)
 Seiyū: Rena Hasegawa
La hermana menor de Ryō y la mejor amiga de Ichika. Es el soporte para la relación entre ambos, aconsejándolos y tratando de controlar la exagerada adulación de su hermano.
Kai Tamaru (多丸快 Tamaru Kai?)
 Seiyū: Junya Enoki
Compañero de clase de Ichika, al principio no mostraba interés, pero después de conocer a Ryō y su relación con Ichika, comenzó a desarrollar sentimientos por ella.
Arie Matsushima (松島有枝 Matsushima Arie?)
 Seiyū: Kana Hanazawa
Compañera de trabajo de Ryō, apodada Arriety. Es una de las tantas oficinistas que se siente atraída por el buen porte de Ryō, siendo la única que se anima a hacer intentos de acercarse a él. Sabe que Ryō esta interesado en otra persona, pero desconoce que es con Ichika, creyendo que ésta es una docente escolar. Al igual que ésta es otra Otaku reprimida.
Masuda (益田 Masuda?)
 Seiyū: Ryōhei Kimura
Mejor amigo de Ryō desde la preparatoria. Es un camarógrafo profesional y suele aconsejar a su amigo, y en algunas ocasiones también a Ichika.

## Contenido de la obra

### Manga
| Volúmenes de manga publicados | Volúmenes de manga publicados | Volúmenes de manga publicados                                                 |
| Número                        | Fecha de lanzamiento          | ISBN                                                                          |
| ----------------------------- | ----------------------------- | ----------------------------------------------------------------------------- |
| 1                             | 2 de febrero de 2016          | ISBN 978-4-7580-1483-0                                                        |
| 2                             | 17 de noviembre de 2016       | ISBN 978-4-7580-1531-8                                                        |
| 3                             | 4 de julio de 2017            | ISBN 978-4-7580-1559-2                                                        |
| 4                             | 19 de enero de 2018           | ISBN 978-4-7580-1584-4(edición regular) ISBN 978-4758015851(edición especial) |
| 5                             | 17 de julio de 2018           | ISBN 978-4-7580-1609-4                                                        |
| 6                             | 14 de febrero de 2019         | ISBN 978-4-7580-1629-2                                                        |
| 7                             | 24 de enero de 2020           | ISBN 978-4-7580-1680-3                                                        |
| 8                             | 25 de marzo de 2021           | ISBN 978-4-7580-1714-5                                                        |

### Anime
Una adaptación al anime fue anunciado por Ichijinsha el 21 de enero de 2020. La serie está animada por Nomad y dirigida por Naomi Nakayama, con Taku Yamada como ayudante de dirección. Yūko Kakihara supervisará los guiones, Mariko Fujita diseñará los personajes y se desempeñará como directora de animación en jefe, y Hiroaki Tsutsumi compondrá la música. La serie está programada para estrenarse el 5 de abril de 2021 en AT-X, Tokyo MX, UHB, MRT, GTV, GYT y BS Fuji. La serie se estrenó el 29 de marzo de 2021 en plataformas de streaming. ACE COLLECTION interpretará el tema de apertura de la serie "Monokuro City" (モノクロシティ Monokuro Shiti?, lit. Ciudad monocromática), mientras que MaRuRi to Ryuga interpretará el tema de cierre de la serie "Rinaria" (リナリア?). Crunchyroll obtuvo la licencia de la serie fuera del sudeste asiático.

#### Lista de episodios
| N.º | Título                                                                                    | Dirigido por                                              | Escrito por   | Fecha de emisión original |
| --- | ----------------------------------------------------------------------------------------- | --------------------------------------------------------- | ------------- | ------------------------- |
| 1   | «No es tan malo» Transcripción: «Warui Hito de wa» (en japonés: 悪い人では)               | Taku Yamada                                               | Yūko Kakihara | 5 de abril de 2021        |
| 2   | «El olor del perfume» Transcripción: «Kōsui no Nioi» (en japonés: 香水の匂い)             | Takanori YanoTakuma Suzuki                                | Yūko Kakihara | 12 de abril de 2021       |
| 3   | «Estás jugando conmigo» Transcripción: «Karakatterun ja» (en japonés: からかってるんじゃ) | Yusuke Onoda                                              | Yūko Kakihara | 19 de abril de 2021       |
| 4   | «En Nochebuena» Transcripción: «Seinaru Yoru ni» (en japonés: 聖なる夜に)                 | Keisuke Nishijima                                         | Yūko Kakihara | 26 de abril de 2021       |
| 5   | «Peregrinación a Tierra Santa» Transcripción: «Seichi Junrei» (en japonés: 聖地巡礼)      | Taku Yamada                                               | Yūko Kakihara | 3 de mayo de 2021         |
| 6   | «Amor no correspondido» Transcripción: «Kataomoitte» (en japonés: 片思いって)             | Shinpei NagaiNaruto UzumakiKazuho KunimotoHideki Takayama | Yūko Kakihara | 10 de mayo de 2021        |
| 7   | «El amor por mi favorito» Transcripción: «Oshi e no Ai» (en japonés: 推しへの愛)          | Kōsuke YanoTakuma Suzuki                                  | Yūko Kakihara | 17 de mayo de 2021        |
| 8   | «La persona que me gusta» Transcripción: «Suki na Hito wa» (en japonés: 好きな人は)       | Shinpei Nagai                                             | Yūko Kakihara | 24 de mayo de 2021        |
| 9   | «Mi respuesta» Transcripción: «Jibun no Kotae» (en japonés: 自分の答え)                   | Yūsuke Onoda                                              | Yuki Ikeda    | 31 de mayo de 2021        |
| 10  | «Dispuesto a salir herido» Transcripción: «Kizutsuku Kakugo» (en japonés: 傷つく覚悟)     | Naruto Uzumaki                                            | Yuki Ikeda    | 7 de junio de 2021        |
| 11  | «Estudiante de preparatoria» Transcripción: «Kōkōsei» (en japonés: 高校生)                | Rin Teraoka                                               | Yūko Kakihara | 14 de junio de 2021       |
| 12  | «Asqueroso» Transcripción: «Kimochi Warui» (en japonés: 気持ち悪い)                       | Taku YamadaYūsuke OnodaNaomi Nakayama                     | Yūko Kakihara | 21 de junio de 2021       |